# Rory Sutherland
Rory Sutherland (Canberra, 8 de febrer de 1982) és un ciclista australià, professional des del 2002 fins al 2020. En el seu palmarès destaca la victòria a la general de l'UCI Amèrica Tour de 2011-2012, així com nombroses curses a Austràlia.

## Palmarès
- 2004
  -  Campió d'Austràlia en ruta sub-23
  - 1r al 1r a la Fletxa Hesbignonne
  - Vencedor d'una etapa del Giro dels Abruços
  - Vencedor d'una etapa de la Volta a Turíngia
  - Vencedor d'una etapa de l'Olympia's Tour
  - Vencedor d'una etapa de la Volta a Lieja
- 2007
  - 1r a la Joe Martin Stage Race
  - Vencedor de 2 etapes de la Redlands Bicycle Classic
  - Vencedor d'una etapa al Nature Valley Grand Prix
- 2008
  - 1r a la Joe Martin Stage Race i vencedor d'una etapa
  - 1r al Mount Hood Cycling Classic i vencedor d'una etapa
  - 1r al Nature Valley Grand Prix i vencedor d'una etapa
  - Vencedor d'una etapa de la Redlands Bicycle Classic
- 2009
  - 1r a la Joe Martin Stage Race
  - 1r al Nature Valley Grand Prix
- 2010
  - 1r al Nature Valley Grand Prix i vencedor d'una etapa
  - 1r al Cascade Cycling Classic
  - Vencedor d'una etapa de la San Dimas Stage Race
- 2011
  - Vencedor de 2 etapes al Nature Valley Grand Prix
- 2012
  - 1r a l'UCI Amèrica Tour
  - 1r al Tour de Gila i vencedor d'una etapa
  - 1r al Tour de Beauce
  - Vencedor d'una etapa del Tour de Utah
  - Vencedor d'una etapa del USA Pro Cycling Challenge
- 2017
  - 1r a la Volta a La Rioja

### Resultats al Giro d'Itàlia
- 2005. 108è de la classificació general
- 2013. 97è de la classificació general
- 2016. 80è de la classificació general
- 2017. 108è de la classificació general

### Resultats a la Volta a Espanya
- 2015. 139è de la classificació general
- 2016. 130è de la classificació general
- 2020. 129è de la classificació general

### Resultats al Tour de França
- 2018. 106è de la classificació general